# Diaptomus moorei
Diaptomus moorei är en kräftdjursart som beskrevs av Wilson 1954. Diaptomus moorei ingår i släktet Diaptomus och familjen Diaptomidae. Inga underarter finns listade i Catalogue of Life.